# Tongcheng (Xianning)
Tongcheng (chiń. upr. 通城县; chiń. trad. 通城縣; pinyin Tōngchéng Xiàn) – powiat w południowo-zachodniej części prefektury miejskiej Xianning w prowincji Hubei w Chińskiej Republice Ludowej. Według danych z 2010 roku, liczba mieszkańców powiatu wynosiła 380758.